# Trichocera forcipula
Trichocera forcipula är en tvåvingeart som beskrevs av Nielsen 1920. Trichocera forcipula ingår i släktet Trichocera och familjen vintermyggor.
Artens utbredningsområde är Danmark. Inga underarter finns listade i Catalogue of Life.